# Ötvösd
Ötvösd (Eötvösd, románul: Otvești, németül: Ötwösch) falu Romániában, a Bánságban, Temes megyében.

## Fekvése
Temesvártól 20 km-re délkeletre, a Pogányos- (Pogonics-) patak partján fekszik.

## Nevének eredete
Nevét Eötvös József vallás- és közoktatásügyi miniszterről kapta. Első alkalommal még Eötvösfalva néven említették.

## Története
Kiss Ernő honvédtábornok bánsági birtokairól úgy végrendelkezett, hogy azokon alapítsanak magyar falvakat. A kiegyezés után törökszákosi birtokára telepítették Ötvösdöt, tőle távol ugyancsak az ő hagyatékán jött létre Józsefszállás és Torontálkeresztes. A Vallás- és Közalapítvány hozta létre 1869-ben, a két éve Mácsaújfalun élő, de akkor a birtokos által kiutasított, Arad és Makó környékéről származó római katolikus magyarokkal. Az első kb. 350 ötven főnek a rossz időjárás és a kolerajárvány miatt a fele az első tíz évben elköltözött, ezért enyhítettek a bérlet feltételein. 1894-ig lakossága éppen nem érte el az önálló községgé alakulás előírt alsó határát, ekkor újabb 24 telket osztottak fel és a falu végre önállósulni tudott. Az 1900-as években menhelyi gyermekeket helyeztek ki ide. Ugyanekkor települt be néhány sváb család. 1918-ig Temes vármegyéhez tartozott.
A telepesek ugyan törlesztették földjeiket, de a bank a tulajdont az első világháború alatt már nem tudta átírni a telekkönyvben. Így az impériumváltás után földjeiket a román állam kisajátította és újra vissza kellett vásárolniuk.
Lakossága főként az 1980-as években csappant meg, amikor a „szisztematizálási terv” pusztulásra ítélte. Az 1990-es években erdélyi és moldvai románok költöztek be. Ma négyosztályos magyar tannyelvű iskola működik benne.

## Népessége
- 1900-ban 552 lakosából 522 volt magyar és 30 német anyanyelvű; 552 római katolikus vallású.
- 2002-ben 304 lakosából 179 volt magyar és 114 román nemzetiségű; 159 római katolikus, 117 ortodox, 17 református, 6 baptista és 4 pünkösdista vallású.

## Oktatás
A 2011/12-es tanévben I–IV. osztályos magyar iskola működött.